# Tjeldsund (Meerenge)
Der Tjeldsund (norwegisch Tjeldsundet) ist eine  Meerenge oder ein Sund in Nordnorwegen. Die 50 km lange Meerenge liegt im nördlichen Teil zwischen der Insel Hinnøya und dem norwegischen Festland sowie zwischen Hinnøya und der Insel Tjeldøya im südlichen Teil. Der Tjeldsund ist seit über 1000 Jahren eine wichtige Wasserstraße und war in der Wikingerzeit gut bekannt und frequentiert. Der Name ist zusammengesetzt aus norwegisch Tjeld (deutsch Austernfischer) und sund.
Der nördliche Teil liegt in Troms und größtenteils auf dem Gebiet der Gemeinde Tjeldsund und teils der Gemeinde Harstad, während der südwestliche Teil in Nordland zur Gemeinde Lødingen gehört. Die südliche Zufahrt zu der Meeresstraße beginnt im Ort Lødingen beim Ofotfjord und die Stadt Harstad liegt am nördlichen Ende, wo die Meerenge in den Vågsfjord mündet.
Die 1007 m lange Tjeldsundbrücke (norwegisch Tjeldsundbrua), die 1967 von König Olav V. eröffnet wurde, verbindet Hinnøya mit dem Festland.  Die E10, die hier auch Kong Olav Vs vei genannt wird, führt über die Brücke.  Die Brücke ist auch Teil der Verbindung zwischen Harstad und dem Flughafen Harstad/Narvik (norwegisch Harstad/Narvik lufthamn, Evenes).

## Galerie

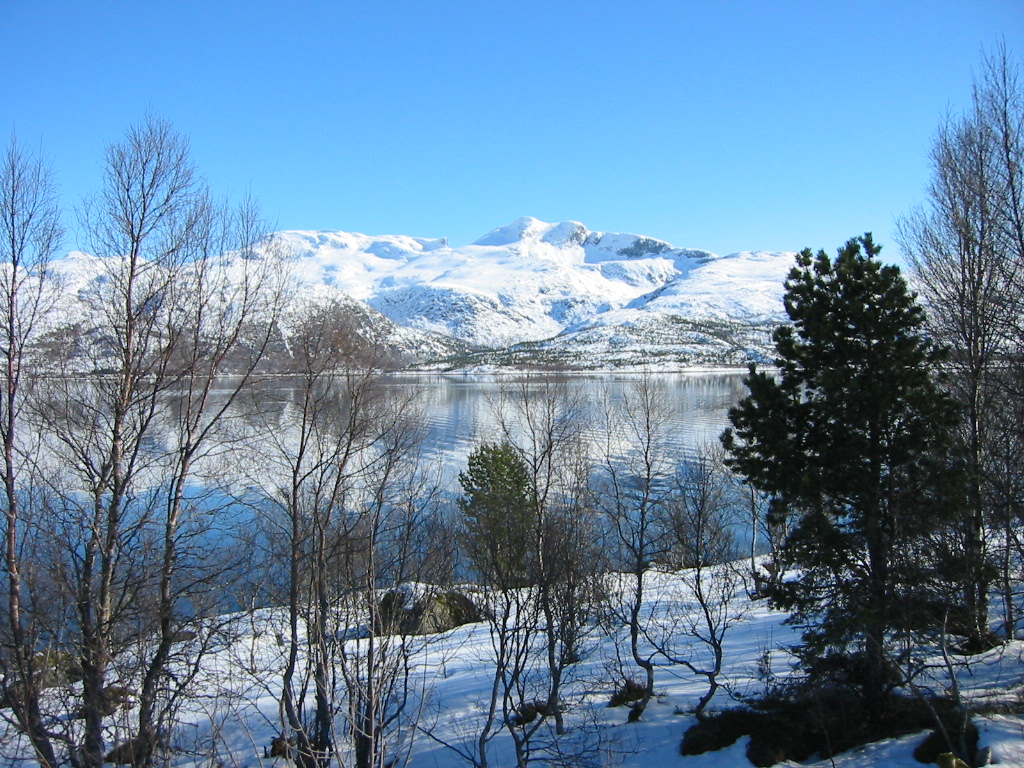
Südlicher Teil des Tjeldsunds; Blick nach Osten zur bergigen Insel Tjeldøya
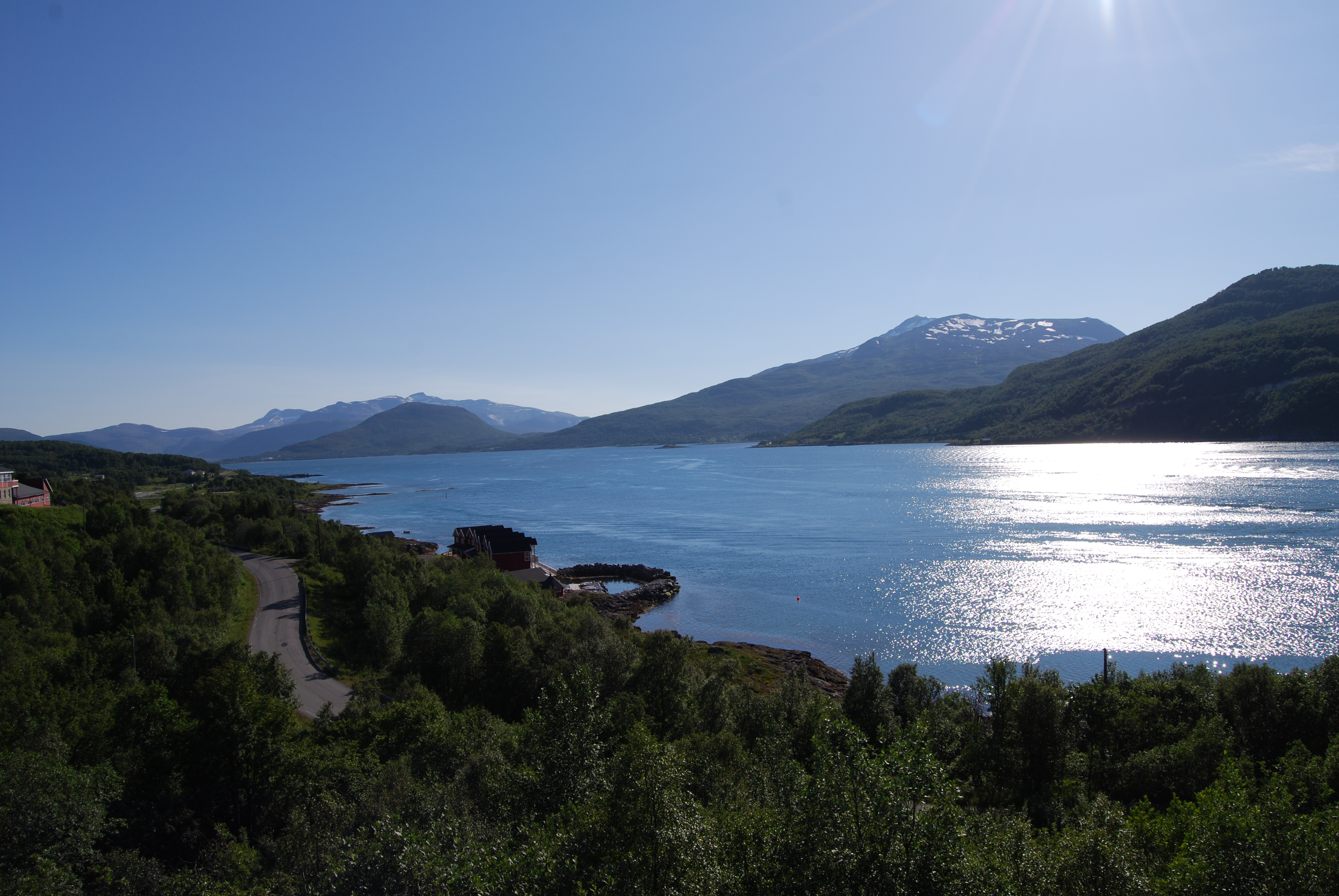
Der Lavansfjord, ein Seitenarm des Tjeldsunds in der Gemeinde Tjeldsund
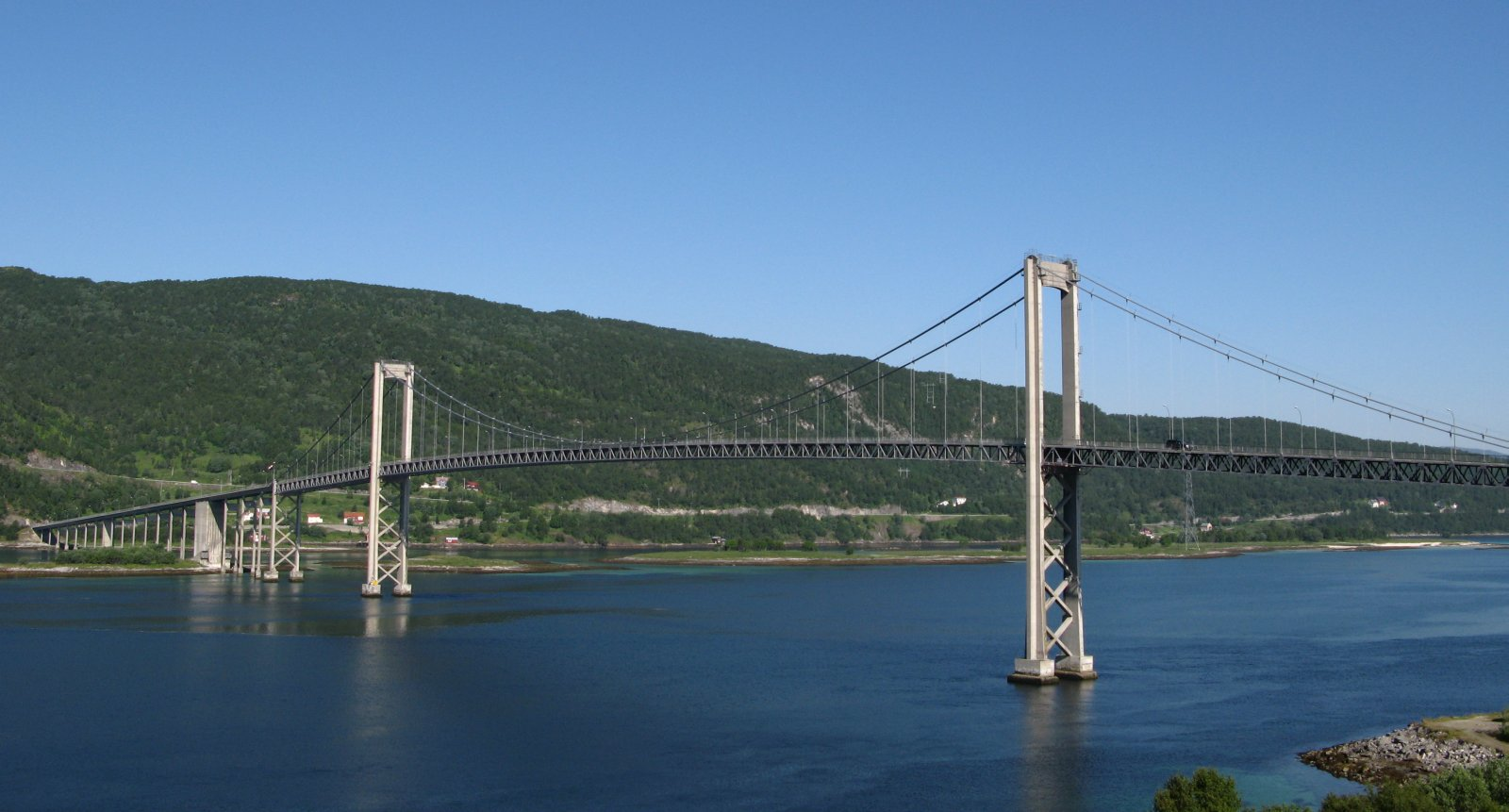
Tjeldsundbrücke (norwegisch Tjeldsundbrua oder Tjeldsundbru) über den Tjeldsund
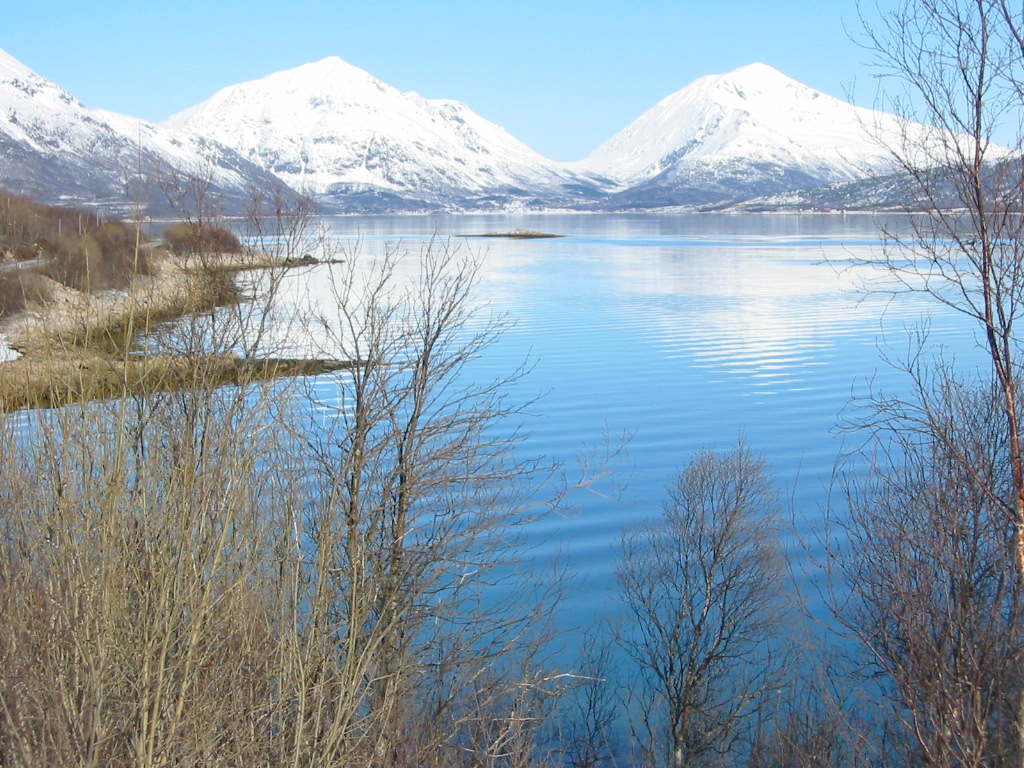
Blik nach Norden auf den Tjeldsund